# Elbingen
Elbingen település Németországban, Rajna-vidék-Pfalz tartományban. Lakosainak száma 365 fő (2023. december 31.).

## Népesség
A település népességének változása:
| Lakosok száma | 312  | 317  | 333  | 353  | 365  |
|               | 2017 | 2019 | 2021 | 2022 | 2023 |